# Județul Baranya
Baranya (în croată: Baranja, în sârbă: Baranja sau Барања, în germană: Branau) este un județ în sudul Ungariei. Reședința județului se află în orașul Pecs.

## Municipii
- Pécs

## Orașe

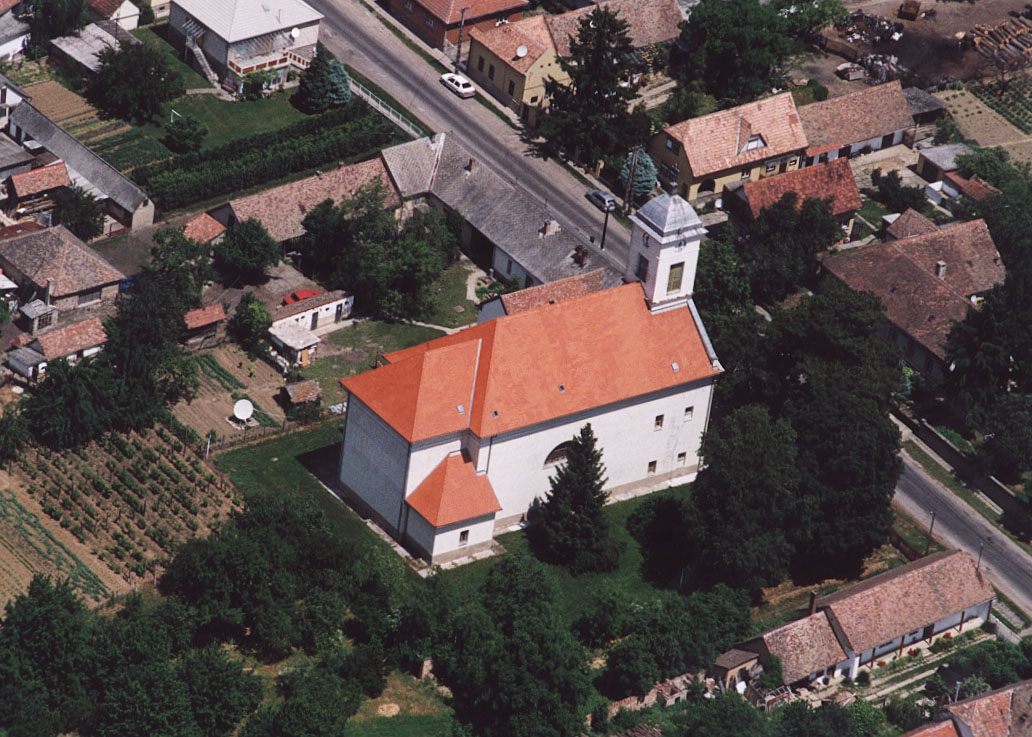
Biserica din Hosszúhetény

Orașele din Baranya ordonare după numrul populației, conform recensământului din 2001
- Komló (27 462)
- Mohács (19 085)
- Szigetvár (11 492)
- Siklós (10 384)
- Szentlőrinc (7265)
- Pécsvárad (4104)
- Bóly (3715)
- Sásd (3570)
- Harkány (3519)
- Sellye (3248)
- Villány (2793)

## Comune
| - Abaliget - Adorjás - Ág - Almamellék - Almáskeresztúr - Alsómocsolád - Alsószentmárton - Apátvarasd - Aranyosgadány - Áta - Babarc - Babarcszőlős - Bakóca - Bakonya - Baksa - Bánfa - Baranyahídvég - Baranyajenő - Baranyaszentgyörgy - Basal - Belvárdgyula - Beremend - Berkesd - Besence - Bezedek - Bicsérd - Bikal - Birján - Bisse - Boda - Bodolyabér - Bogdása - Bogád - Bogádmindszent - Boldogasszonyfa - Borjád - Bosta - Botykapeterd - Bükkösd - Bár - Bürüs - Csányoszró - Csarnóta - Csebény - Cserdi - Cserkút - Csertő - Csonkamindszent - Cún - Dencsháza | - Dinnyeberki - Diósviszló - Drávacsehi - Drávacsepely - Drávafok - Drávaiványi - Drávakeresztúr - Drávapalkonya - Drávapiski - Drávaszabolcs - Drávaszerdahely - Drávasztára - Dunaszekcső - Egerág - Egyházasharaszti - Egyházaskozár - Ellend - Endrőc - Erdősmecske - Erdősmárok - Erzsébet - Fazekasboda - Feked - Felsőegerszeg - Felsőszentmárton - Garé - Gerde - Geresdlak - Gerényes - Gilvánfa - Gödre - Görcsöny - Görcsönydoboka - Gordisa - Gyód - Gyöngyfa - Gyöngyösmellék - Hásságy - Hegyhátmaróc - Hegyszentmárton - Helesfa - Hetvehely - Hidas - Himesháza - Hirics - Hobol - Homorúd - Horváthertelend - Hosszúhetény - Husztót | - Ibafa - Illocska - Ipacsfa - Ivánbattyán - Ivándárda - Kacsóta - Kákics - Kárász - Kásád - Kátoly - Katádfa - Kékesd - Kémes - Kemse - Keresztespuszta - Keszü - Kétújfalu - Királyegyháza - Kisasszonyfa - Kisbeszterce - Kisbudmér - Kisdobsza - Kisdér - Kishajmás - Kisharsány - Kisherend - Kisjakabfalva - Kiskassa - Kislippó - Kisnyárád - Kisszentmárton - Kistamási - Kistapolca - Kistótfalu - Kisvaszar - Kisújbánya - Köblény - Kökény - Kölked - Kórós - Kővágószőlős - Kővágótöttös - Kovácshida - Kovácsszénája - Kozármisleny - Lánycsók - Lapáncsa - Liget - Lippó - Liptód | - Lothárd - Lovászhetény - Lúzsok - Mágocs - Magyarbóly - Magyaregregy - Magyarhertelend - Magyarlukafa - Magyarmecske - Magyarsarlós - Magyarszék - Magyartelek - Majs - Mánfa - Márfa - Máriakéménd - Markóc - Márok - Martonfa - Maráza - Marócsa - Matty - Máza - Mecseknádasd - Mecsekpölöske - Mekényes - Merenye - Meződ - Mindszentgodisa - Molvány - Monyoród - Mozsgó - Nagybudmér - Nagycsány - Nagydobsza - Nagyhajmás - Nagyharsány - Nagykozár - Nagynyárád - Nagypall - Nagypeterd - Nagytótfalu - Nagyváty - Nemeske - Nyugotszenterzsébet - Óbánya - Ócsárd - Ófalu - Okorvölgy - Okorág | - Olasz - Old - Orfű - Oroszló - Ózdfalu - Palkonya - Palotabozsok - Palé - Páprád - Patapoklosi - Pécsbagota - Pécsdevecser - Pécsudvard - Pellérd - Pereked - Peterd - Pettend - Piskó - Pócsa - Pogány - Rádfalva - Regenye - Romonya - Rózsafa - Sámod - Sárok - Sátorhely - Siklósbodony - Siklósnagyfalu - Somberek - Somogyapáti - Somogyhatvan - Somogyhárságy - Somogyviszló - Sósvertike - Sumony - Szabadszentkirály - Szágy - Szajk - Szalatnak - Szalánta - Szaporca - Szárász - Szászvár - Szava - Szebény - Szederkény - Székelyszabar - Szellő - Szemely | - Szentdénes - Szentegát - Szentkatalin - Szentlászló - Szilvás - Szilágy - Szőke - Szőkéd - Szörény - Szulimán - Szűr - Tarrós - Tékes - Teklafalu - Tengeri - Tésenfa - Téseny - Tófű - Tormás - Tótszentgyörgy - Töttös - Túrony - Udvar - Újpetre - Vajszló - Várad - Varga - Vásárosbéc - Vásárosdombó - Vázsnok - Vejti - Vékény - Velény - Véménd - Versend - Villánykövesd - Vokány - Zádor - Zaláta - Zengővárkony - Zók |